# When I Come Around
When I Come Around è un singolo dei Green Day, estratto dal loro terzo album in studio, Dookie, e pubblicato nel 1995 dalla casa discografica Reprise Records.
Ha raggiunto la prima posizione nella classifica Billboard Modern Rock Tracks e la seconda fra le Pop Songs. È presente anche nella colonna sonora del film Rollerball.

## Video
Venne ripreso nel gennaio del 1994. Ritrae Billie Joe Armstrong, Mike Dirnt e Tré Cool a piedi in luoghi diversi durante la notte; insieme a varie scene di persone che stanno facendo delle cose comuni collegate tra loro. Una delle prime scene del video si conduce alla scena finale del video. L'amico della band e chitarrista backup Jason White è presente nel video con la sua fidanzata, anche se non suonava ancora con la band.

## Tracce
1. When I Come Around (album version) – 2:58
2. Coming Clean (live) – 1:36
3. She (live) – 2:14

- (Le tracce live sono state registrate il giorno 18 novembre 1994 al Aragon Ballroom, Chicago)

### Singolo australiano
1. When I Come Around (album version) – 2:58
2. Longview (live) – 3:30
3. Burnout (live) – 2:11
4. 2,000 Light Years Away (live) – 2:48

- Le tracce live sono state ragistrate il giorno 11 marzo 1994, al Jannus Landing, Saint Petersburg (Florida).

### 7" Picture Disc[1]
Lato A
1. When I Come Around – 2:58

Lato B
1. She (live) – 2:14

## Formazione
- Billie Joe Armstrong - voce e chitarra
- Mike Dirnt - basso e voce
- Tré Cool - batteria

## Classifiche
| Classifica (1995)             | Posizione massima |
| ----------------------------- | ----------------- |
| Australia                     | 7                 |
| Canada                        | 3                 |
| Germania                      | 45                |
| Nuova Zelanda                 | 4                 |
| Paesi Bassi                   | 33                |
| Regno Unito                   | 27                |
| Regno Unito (rock & metal)    | 2                 |
| Stati Uniti (alternative)     | 1                 |
| Stati Uniti (mainstream rock) | 2                 |
| Svezia                        | 28                |